# ضفدع نهري
ضفدع نهري (الاسم العلمي: Rana heckscheri) (بالإنجليزية: river frog)‏ هو نوع من البرمائيات يتبع جنس الضفدع الحقيقي من فصيلة الضفادع الحقيقية.